# Закавказские мусульманские духовные правления
Закавказские магометанские духовные правления суннитского и шиитского учений — высшие органы духовной власти мусульман Закавказья Российской империи.

## История
Были созданы 5 апреля 1872 года императором Александром II, подписавшим «Положение об управлении закавказского мусульманского духовенства суннитского учения» и «Положение об управлении закавказского мусульманского духовенства шиитского учения».
Главой суннитов являлся муфтий, главой шиитов — шейх-уль-ислам. Назначались на должности императором по представлению Главноначальствующего гражданской частью на Кавказе. 
2 января 1873 года в Тифлисе были торжественно открыты Закавказское мусульманское духовное правление шиитского учения и Закавказское мусульманское духовное правление суннитского учения.
Духовная юрисдикция этих учреждений распространялась на мусульман Бакинской, Елисаветпольской, Тифлисской и Эриванской губерний.